# Smartavia
Smartavia, anteriormente conhecida como Nordavia (até março de 2019), é uma companhia aérea russa de baixo custo com sede em Arkhangelsk, na Rússia. Opera principalmente serviços regulares domésticos e regionais. Suas principais bases são o Aeroporto de Arkhangelsk, o Aeroporto de Pulkovo (São Petersburgo) e o Aeroporto Internacional de Sheremetievo, servindo Moscou. A Smartavia é uma sociedade anónima e tem código compartilhado com a Red Wings Airlines.

## Frota

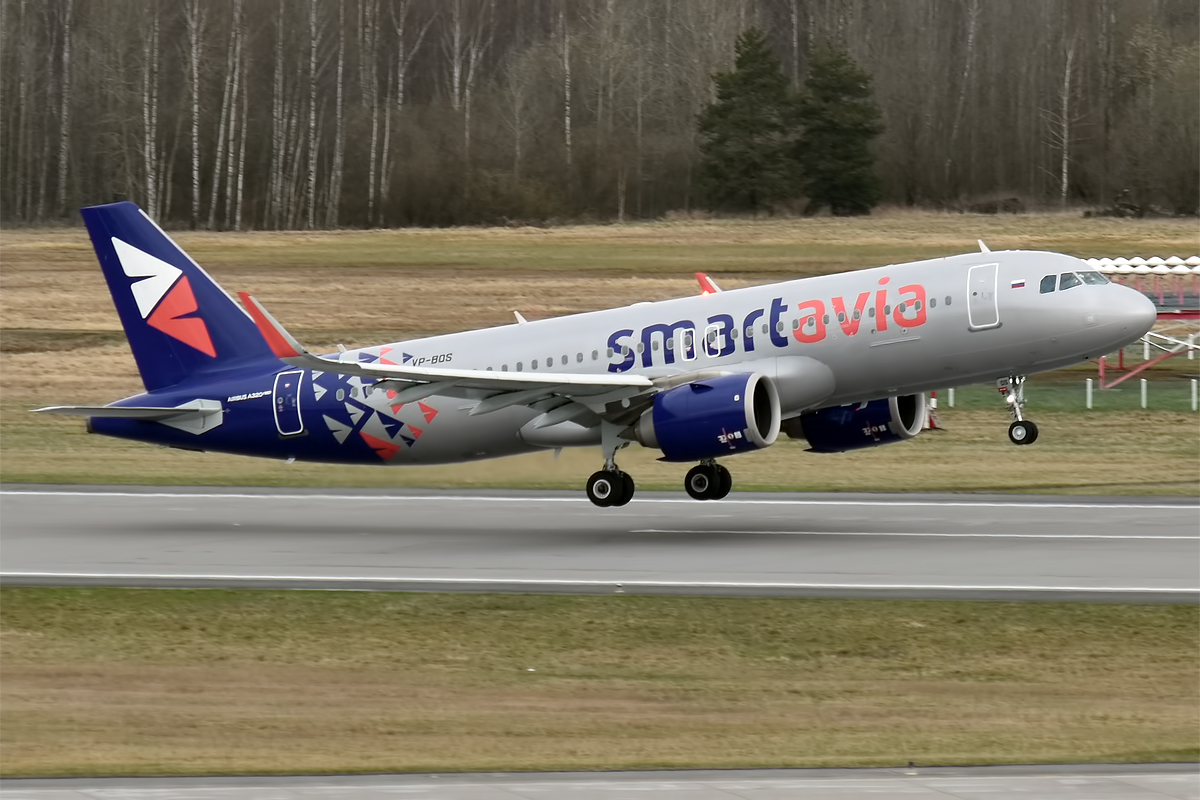
A320neo da Smartavia

| Aeronave       | Em serviço | Pedidos | Passageiros | Notas                                                 |
| -------------- | ---------- | ------- | ----------- | ----------------------------------------------------- |
| Airbus A320neo | 4          | —       | 180         |                                                       |
| Boeing 737-700 | 3          | —       | 142         |                                                       |
| Boeing 737-800 | 9          | —       | 189         | A primeira aeronave a receber a pintura da SmartAvia. |
| Total          | 15         | —       |             |                                                       |

## Acidentes e Incidentes
- Em 14 de setembro de 2008, o voo Aeroflot 821, operado sob um acordo de serviço combinado com a Aeroflot, caiu ao se aproximar do Aeroporto de Perm, na Rússia. Todas as 88 pessoas a bordo, incluindo seis tripulantes, morreram.[10][11]
- Em 24 de outubro de 2023, um Boeing 737-800 que cumpria o voo 5N583 derrapou e saiu da pista após pousar. Todos os passageiros foram retirados da aeronave em segurança horas depois do ocorrido.[12]

## Ligações Externas
- Site Oficial

1. ↑  ES (22 de março de 2019). «Russia's Nordavia is rebranded as Smartavia». Russian Aviation Insider (em inglês). Consultado em 2 de março de 2024
2. ↑  «Russia's Nordavia confirms rebrand as SmartAvia, new livery». ch-aviation (em inglês). Consultado em 2 de março de 2024
3. ↑  "Contact Us Arquivado em 2010-06-11 no Wayback Machine." Smartavia. Retrieved on 29 June 2010. "Legal address: Russian Federation, 163053, Arkhangelsk, Talagi Airport." – "Контакты." Address in Russian: "163053, г. Архангельск, Аэропорт "Архангельск"."
4. ↑  «Directory: World Airlines». Flight International. 3 de abril de 2007. p. 47
5. ↑  Liu, Jim (10 Maio 2019). «Red Wings expands Nordavia codeshares in S19». Routesonline. Consultado em 10 Maio 2019
6. ↑  «Smartavia войдет в лето с 15 воздушными судами, три из которых Airbus A320neo». ATO. 17 Abril 2021
7. ↑  «Авиакомпания Smartavia получила первый из трех самолетов A320neo в этом году». Aviation EXplorer. 16 Abril 2021
8. ↑  «ФОТО: Smartavia получила первый самолет Boeing 737-800». ato.ru. 8 Abril 2019
9. ↑  «Nordavia receives second B737-700 and is to sign for four -800s»
10. ↑  "September 14, 2008 Arquivado em setembro 18, 2008, no Wayback Machine." Aeroflot. Accessed September 14, 2008.
11. ↑  «Continue lendo com acesso ilimitado.». www1.folha.uol.com.br. Consultado em 2 de março de 2024
12. ↑  Lichmann, Por Wesley (24 de outubro de 2023). «Boeing 737 derrapou e saiu da pista em aeroporto da Rússia». AERO Magazine. Consultado em 2 de março de 2024